# Heroes Are Hard to Find
Heroes Are Hard to Find es el noveno álbum de estudio de la banda británica de rock Fleetwood Mac, publicado en 1974 por Reprise Records. Es el último disco con el guitarrista Bob Welch luego que, y tras terminar la gira correspondiente, renuncia por problemas personales. Por otro lado, es el primero que fue grabado íntegramente en los Estados Unidos.
Alcanzó la posición 34 en la lista Billboard 200 de los Estados Unidos, el más alto hasta ese momento en dicho país, mientras que en su propio país no debutó en las listas musicales convirtiéndose en el quinto álbum consecutivo con esta baja popularidad.

## Lista de canciones
| N.º | Título                     | Escritor(es) | Duración |  |
| 1.  | «Heroes Are Hard to Find»  | C. McVie     | 3:35     |  |
| 2.  | «Coming Home»              | Welch        | 3:55     |  |
| 3.  | «Angel»                    | Welch        | 3:55     |  |
| 4.  | «Bermuda Triangle»         | Welch        | 4:08     |  |
| 5.  | «Come a Little Bit Closer» | C. McVie     | 4:04     |  |
| 6.  | «She's Changing Me»        | Welch        | 2:58     |  |
| 7.  | «Bad Loser»                | C. McVie     | 3:25     |  |
| 8.  | «Silver Heels»             | Welch        | 3:26     |  |
| 9.  | «Prove Your Love»          | C. McVie     | 3:57     |  |
| 10. | «Born Enchanter»           | Welch        | 2:54     |  |
| 11. | «Safe Harbour»             | Welch        | 2:32     |  |

## Músicos
- Bob Welch: voz, guitarra y vibráfono
- Christine McVie: voz y teclados
- John McVie: bajo
- Mick Fleetwood: batería
- Peter Kleinow: Pedal steel guitar en «Come a Little Bit Closer» y «She's Changing Me» (músico invitado)